# Académie maltaise

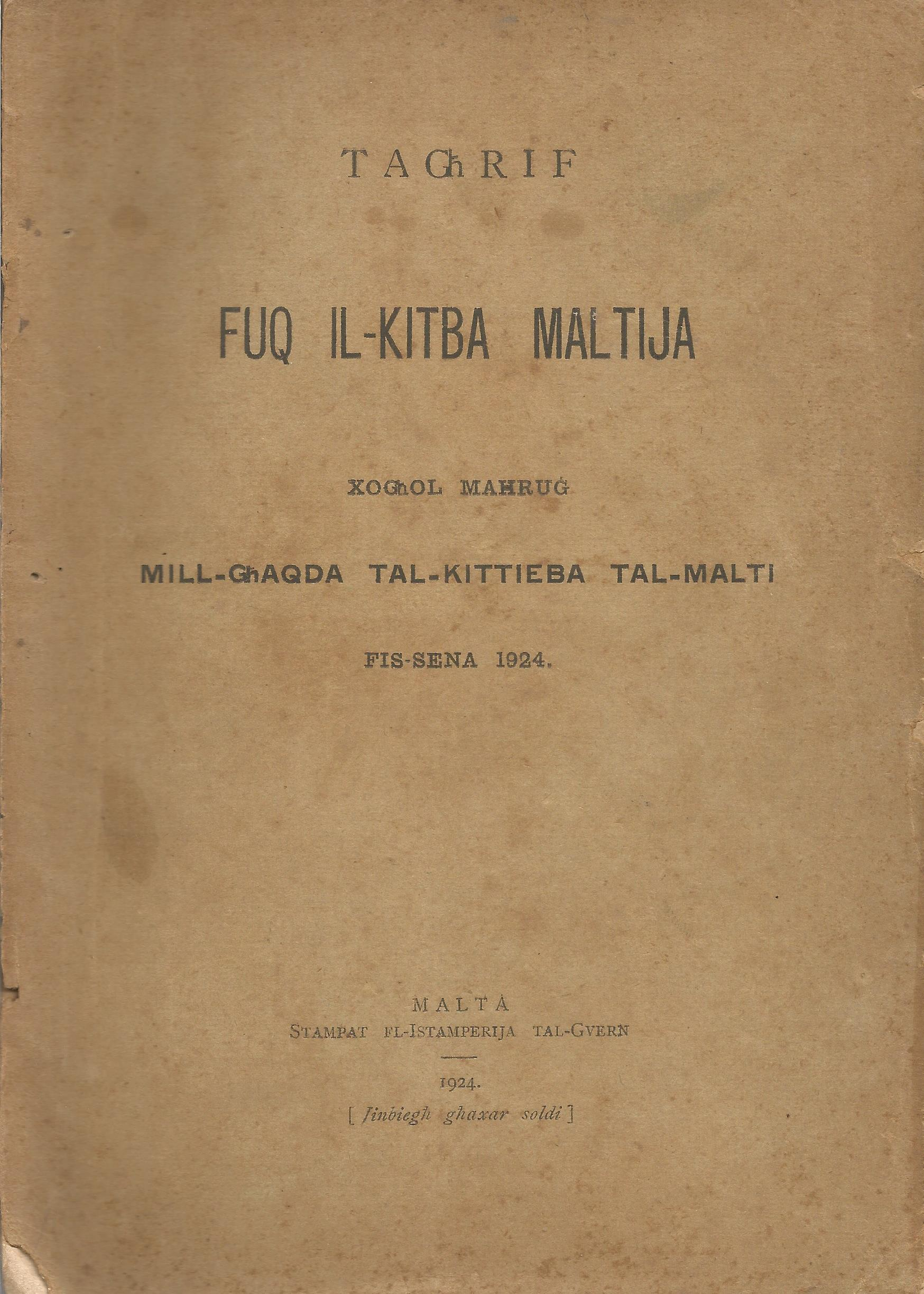
Édition originale de 1924 de Tagħrif fuq il-Kitba Maltija, les premières règles d'écriture du maltais comprenant l'alphabet officiel

L’Association des écrivains maltais ou Għaqda tal-Kittieba tal-Malti est une association regroupant des écrivains maltais avec pour objectif de créer un alphabet, une orthographe et une grammaire pour transformer le maltais de langue parlée en langue écrite.
Elle est créée à la suite de l'envoi au journal Il-Habib, le 7 septembre 1920, de l’appel d’un jeune homme de 21 ans, Franġisk Saver Caruana, demandant, pour relancer le débat, la création d’une nouvelle union des écrivains maltais. Prendront part, pendant deux mois, à ces échanges épistolaires par journal interposé, entre autres, Ġużepp Farrugia, Ġużè Micallef Goggi, Ġużè Muscat Azzopardi, Pawlu Bellanti, Pietru Pawl Grima, Nerik Bonnici ou encore C. Sant.
Enfin le 9 novembre 1920, parait un avis : « Nhar il-Hadd li ġej, 14 ta' Novembru, fi-għaxra u nofs ta' filgħodu, issir l-ewwel laqgħa ta' din l-Għaqda fiċ-ċirkolo ta' l-Unjoni ta' San Ġużepp il-Belt, Strada San Paolo 266 » (Le prochain dimanche, 14 novembre, à 10 h 30 du matin, se tiendra la première réunion de la Société du cercle Saint-Joseph à La Valette, 266, rue Saint-Paul). Plus de trente personnes sont présentes : Ġużè Muscat Azzopardi est nommé président et Franġisk Saver Caruana, secrétaire. Il est décidé de former une commission pour organiser l’alphabet et l’orthographe avec Azzopardi, Pawlu Galea, Ninu Cremona et Dun Karm Psaila, qui recevra plus tard le titre de poète national en écrivant le texte de l'hymne national maltais. Cette commission est rapidement élargie à Ġanni Vassallo, Ġużè Micallef et P. Cauchi. Elle prend le nom de « Għaqda tal-Kittieba tal-Malti » (Association des écrivains maltais).
Le 18 décembre 1921, après 17 séances de travail, l’Association remet ses travaux, et, à quelques détails près, c’est l’alphabet maltais actuel qui est proposé :
- a, b, ċ, d, e, f, ġ, g, għ, h, ħ, i, ie, j, k, l, m, n, o, p, q, r, s, t, u, v, w, x, z, ż

Cette proposition recueille rapidement l’assentiment de tous, après des échanges menés par Dun Karm Psaila,  Ġanni Vassallo et Ninu Cremona, toujours dans les colonnes de Il-Habib. Le 7 mai 1922 est élu le premier comité de l’association des écrivains maltais avec le professeur Themistocles Zammit, président d’honneur, Ġużè Muscat Azzopardi, président, Pawlu Galea, vice-président, Franġisk Saver Caruana, secrétaire et Dun Karm Psaila, Ninu Cremona, Ġużè Demajo, Ġużè Micallef Goggi, Rogantin Cachia et Vinċenz Misfud Bonnici, comme membres.

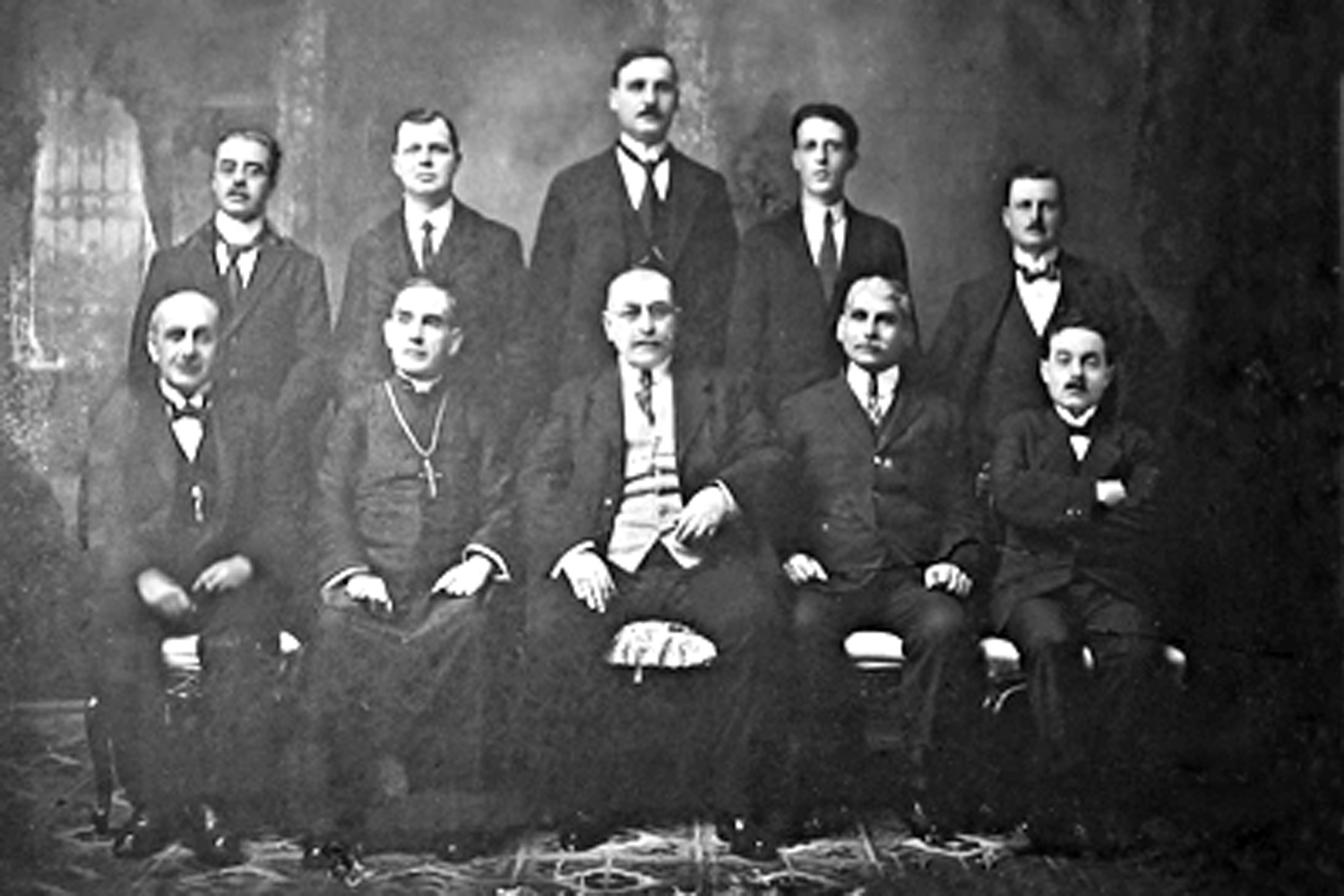
Ghaqda tal-Kittieba tal-Malti (Association des écrivains maltais) de 1924 de gauche à droite, 1er rang : Guzè Darmanin Demajo, Dun Karm Psaila, Guzè Muscat Azzopardi, Ganni Vassallo, Ninu Crémona ; 2e rang : Guzè Micallef, Rogantin Gachia, A.M. Borg, Frangisk Saver Caruana, Guzè Micaleff Goggi.

La commission avec Cremona, assisté de Vassallo, travaille d'arrache-pied pendant deux ans pour présenter les règles de grammaire et d’orthographe. La commission, manquant de fonds, demande au gouvernement de les publier ; ce qui sera fait en 1924 sous le nom de Tagħrif fuq il-Kitba Maltija (Information sur l’écriture du maltais). En pleine guerre linguistique qui oppose italianisants aux maltisants, l’Association sollicite le 5 décembre 1929 le gouvernement pour qu'il reconnaisse officiellement l’alphabet, la grammaire et l’orthographe de l’association des écrivains.
En 1932, Le ministre de l'éducation publique, Enrico Mizzi, connu et condamné pendant la Première Guerre mondiale pour son attachement à l'Italie, prend des directives, le 6 août 1932, qui imposent, dans l'enseignement, l'utilisation du maltais uniquement dans le but d'aider à l'apprentissage de l'italien. Ces directives modifient assez profondément les règles de l'Association et se basent sur un alphabet purement phonétique. Pietru Pawl Saydon, professeur à l'Université et président de l'association des écrivains, s'y oppose. Une association des professeurs d'université, qui soutient l'association des écrivains, est évincée de l'Université. Devant la fronde des élites maltaises, le gouvernement colonial britannique reprend les choses en main et retire les directives Mizzi et introduit les règles de l'Association dans les écoles publiques,.
Enfin le 1er janvier 1934, le gouvernement colonial met fin à la guerre linguistique en faisant paraitre dans la Gazzetta tal-Guern (La Gazette du Gouvernement, le journal officiel maltais) un avis qui précise que l’alphabet et l’orthographe de la société des écrivains maltais sont officiellement adoptés, la langue maltaise est déclarée langue officielle avec l’anglais à la place de l’italien. Enfin la langue maltaise dispose d'un alphabet, d'une grammaire et de règles d'orthographe.
L'Association deviendra l'Académie maltaise.